# Luis Carniglia
Luis Antonio Carniglia (* 4. Oktober 1917 in Olivos, Provinz Buenos Aires; † 22. Juni 2001 in Buenos Aires) war ein argentinischer Fußballspieler und -trainer, der in beiden Funktionen etliche nationale und internationale Titel gewonnen hat.

## Spielerkarriere
Der Stürmer begann als Jugendlicher beim CA Tigre. 1936 kam er zu den Boca Juniors, mit denen er 1940 die Meisterschaft in der Primera División und den Titel im Pokalwettbewerb um die Copa Dr. Carlos Ibarguren gewann. Im Jahr 1941 verletzte er sich bei einem Punktspiel schwer und brauchte lange, um wieder annähernd in Form zu kommen. In Argentinien trat er noch für die Chacarita Juniors sowie in Guadalajara für Atlas Guadalajara gegen den Ball und wurde dabei 1951 mexikanischer Meister.
In den frühen 1950ern kam er in die höchste französische Spielklasse. Mit dem OGC Nizza gelang ihm ein erneuter Gewinn des Doublé, indem die Südfranzosen 1952 sowohl in der Meisterschaft als auch im Landespokal erfolgreich waren. Anschließend mit Zustimmung von Trainer Mario Zatelli an den Zweitdivisionär Sporting Toulon ausgeliehen, kehrte nach einer Saison nach Nizza zurück, wo er 1954 erneut den französischen Pokal gewann. In dieser Mannschaft stürmte er an der Seite einiger der besten Offensivkräfte des damaligen französischen Profifußballs wie Fontaine, Ujlaki, Nurenberg und Mahjoub. In beiden siegreichen Endspielen erzielte Luis Carniglia einen frühen Treffer: 1952 das 2:1 nach zwölf Minuten gegen Girondins Bordeaux (Endstand 5:3), 1954 das 2:0 nach elf Minuten gegen Olympique Marseille (Endstand 2:1). Dass OGC Nizza dieses zweite Finale überhaupt erreicht hatte, verdankte es ebenfalls seinem „alten Argentinier“, dem bereits im Halbfinale gegen AS Troyes-Savinienne der entscheidende Torerfolg gelungen war. Erst mit fast 38 Jahren beendete er 1955 seine Spielerlaufbahn.

## Trainerkarriere
Luis Carniglia übernahm 1955 das Traineramt bei OGC Nizza, seinem letzten Verein als Spieler; 1956 führte er die Elf zum Meistertitel in der Division 1. Mit dem OGC scheiterte Carniglia im Viertelfinale des Europapokals der Landesmeister 1956/57 an Real Madrid – und wechselte nach Saisonende als Nachfolger José Villalongas zu ebendiesem seinerzeit erfolgreichsten Klub Europas, der mit hochklassigen Spielern wie Di Stéfano, Kopa, Gento, Santamaría oder Puskás regelrecht gespickt war. 1958 gewann er die spanische Meisterschaft und den Europapokal der Landesmeister (3:2-Finalsieg über die AC Mailand); diesen europäischen Titel holte er mit Real im Jahr darauf erneut, diesmal nach einem 2:0 gegen Stade Reims.
In der Saison 1959/60 arbeitete er bei der Fiorentina, 1960/61 bei der AS Bari, 1961 bis 1963 bei der AS Rom, 1963/64 bei der AC Mailand, 1964/65 wieder in Spanien bei Deportivo La Coruña, von 1965 bis 1968 beim FC Bologna und 1969/70 bei Juventus Turin. Eine seiner letzten Verpflichtungen führte ihn noch einmal nach Frankreich: 1979/80 betreute er dort Girondins Bordeaux. Außerdem war Carniglia 1981 Interimstrainer und danach Generalmanager bei den Boca Juniors in Argentinien.

## Palmarès

### Als Spieler
- Argentinischer Meister: 1940
- Copa Dr. Carlos Ibarguren: 1940
- Mexikanischer Meister: 1950/51
- Französischer Meister: 1951/52
- Französischer Pokalsieger: 1951/52, 1953/54

### Als Trainer
- Sieger im Europapokal der Landesmeister: 1958, 1959
- Messestädte-Pokalsieger: 1961
- Französischer Meister: 1956
- Spanischer Meister: 1958